# Pellavassaari
Pellavassaari är en ö i Finland. Den ligger i sjön Patalahti och i kommunen Jämsä i landskapet Mellersta Finland, i den södra delen av landet, 190 km norr om huvudstaden Helsingfors. Öns area är 0,2 hektar och dess största längd är 80 meter i nord-sydlig riktning.